# 塞拉利昂國家奧林匹克委員會
塞拉利昂國家奧林匹克委員會（National Olympic Committee of Sierra Leone）是塞拉利昂的國家奧林匹克委員會。該組織成立於1964年，是國際奧林匹克委員會和非洲國家奧林匹克委員會聯合會的成員。1968年，首次派員參加在墨西哥城主辦的夏季奧運會。
現時，塞拉利昂國家奧林匹克委員會的總部設在自由城，主席是Mr Patrick Coker。

## 資料來源
1. ↑  .   [2014-05-03]. （原始内容存档于2009-02-20）.